# Andreas Ridder
Andreas Ridder (* 27. September 1964 in Warendorf) ist ein ehemaliger deutscher Fußballspieler. Der Mittelfeldspieler war für Arminia Bielefeld und den VfL Bochum aktiv.
Ridder begann seine Karriere beim TBV Lemgo und wechselte 1980 zu Arminia Bielefeld. Fünf Jahre später schaffte er den Sprung in die Profimannschaft. Mit der Arminia stieg er 1988 aus der 2. Bundesliga ab und verpasste ein Jahr später den Wiederaufstieg. Daraufhin wechselte Ridder zum Bundesligisten VfL Bochum, für den er bis 1991 spielte. Zur Saison 1991/92 kehrte er nach Bielefeld zurück. Mit seiner Mannschaft qualifizierte er sich 1994 für die Regionalliga West/Südwest und stieg 1995 in die 2. Bundesliga auf. Gleichzeitig beendete er seine Spielerkarriere. Ridder spielte 26 Mal in der Bundesliga (ein Tor) und 88 Mal in der 2. Bundesliga (fünf Tore).
Heute trainiert Ridder den TuS Brake/Lippe in der Kreisliga A Lemgo.